# Raihan Yusoff

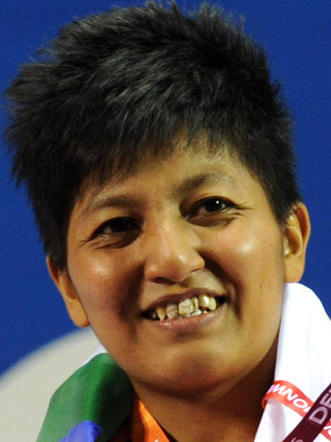
Raihan Yusoff bei der Siegerehrung der XIX Commonwealth Games 2010

Raihan Yusoff (* 1. Juli 1988) ist eine ehemalige malaysische Gewichtheberin.

## Karriere
Yusoff erreichte bei den Asienmeisterschaften 2008 den achten Platz in der Klasse bis 53 kg. 2009 wiederholte sie bei den Asienmeisterschaften diese Platzierung. Bei den Südostasienspielen im selben Jahr gewann sie die Silbermedaille. Sie gewann bei den Commonwealth Games 2010 Bronze. 2011 nahm sie an den Weltmeisterschaften teil. Dort wurde sie allerdings bei der Dopingkontrolle positiv auf Drostanolon getestet und für zwei Jahre gesperrt.